# Музей современного искусства (Каракас)
Музей современного искусства в Каракасе (порт. Museu de Arte Contemporânea de Caracas, сокр. MACC; в 1990—2001 годах назывался Museo de Arte Contemporáneo de Caracas Sofía Ímber, сокр. MACCSI) — музей в Каракасе, Венесуэла, посвящённый современному искусству.

Музей был основан в 1973 году и открыт в следующем году. Является неотъемлемой частью паркового комплекса Complexo Parque Central, расположен рядом с Театром Тересы Карреньо в центре Каракаса. Созданное при в поддержке Центра Симона Боливара культурное учреждение находится с 2005 года в подчинении Фонда национальных музеев (Fundação Museus Nacionais).

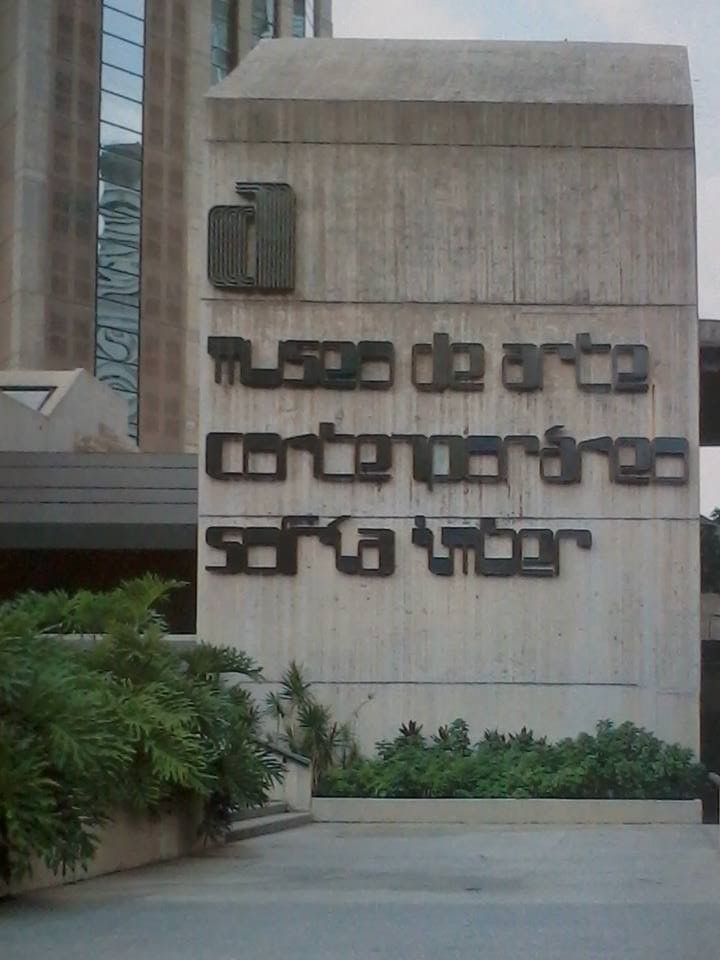
Фасад основного здания Музея современного искусства Софии Имбер до переименования

## История и деятельность

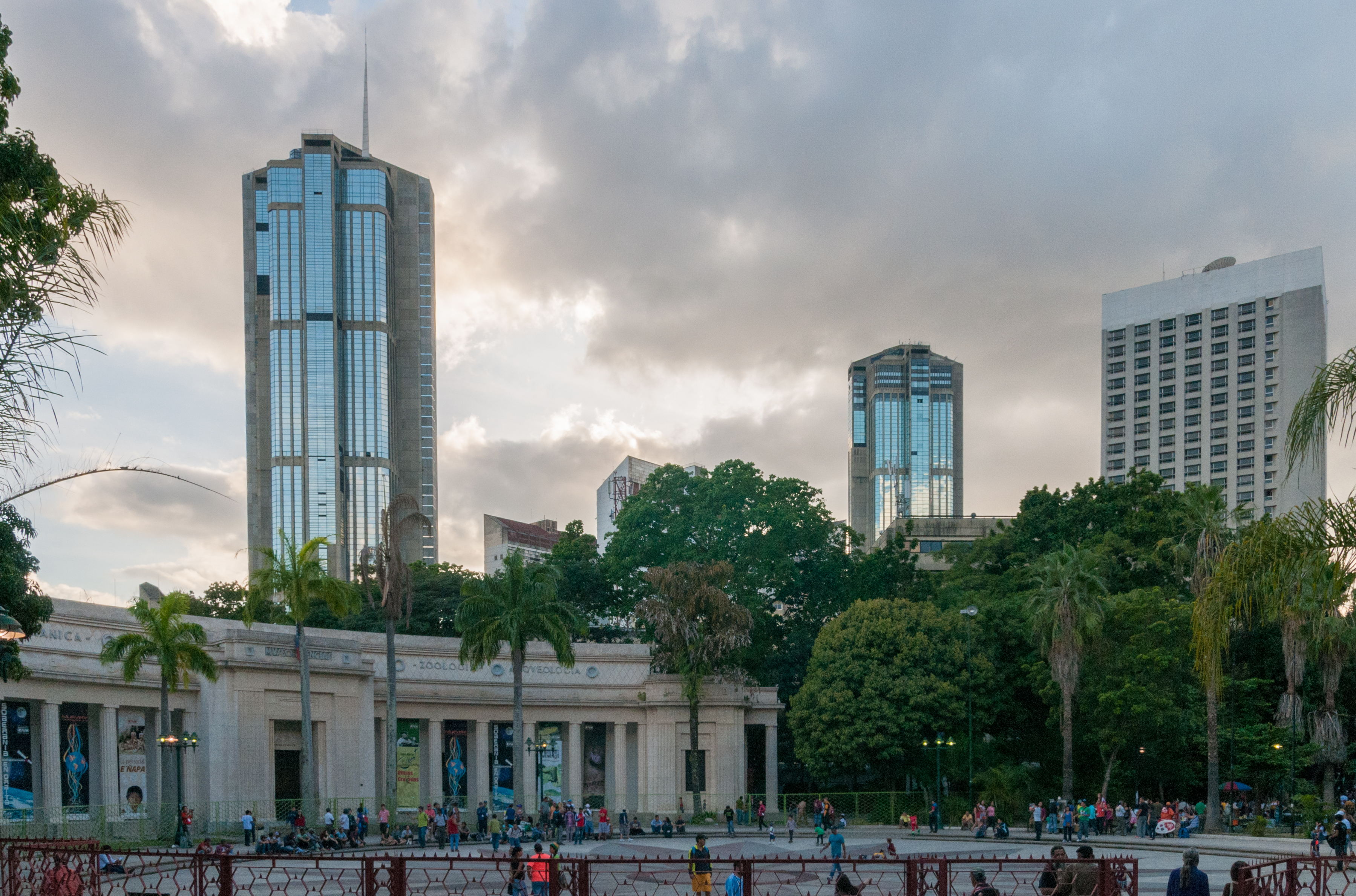
Parque Central

Музей был основан по инициативе и на основе личной коллекции журналистки и искусствоведа Софии Имбер, которая стала его первым директором (1973); до 2001 года носил название Музей современного искусства Софии Имбер. История музея современного искусства в Каракасе восходит к 1969 году, когда инженер Карлос Дельфино (Carlos Delfino) разработал проект строительства Complexo Urbanístico Parque Central в рамках урбанизации района El Conde в центре Каракаса. Проект был передан венесуэльской государственной компании Centro Símon Bolívar, занимающейся планированием, исполнением и администрированием городских общественных работ во время президентства Рафаэля Кальдеры. Дальнейшее архитектурное проектирование комплекса, состоящего из восьми жилых и двух коммерческих башен (небоскрёбов), было выполнено Даниэлем Фернандесом Шоу (Daniel Fernández Shaw). Строительство началось в 1970 году.
Во время строительства зданий небоскрёбов возникла идея создания здесь же культурного учреждения, которое могло бы дополнить коллекцию классического искусства в Музее изящных искусств Каракаса произведениями  современного искусства. Официально основан новый музей был 30 августа 1973 года и назывался Museu de Arte Contemporânea de Caracas. Для публики музей был торжественно открыт 20 февраля 1974 года с монументальной живописью на стене (B.I.V.), а также двумя скульптурами (Progresión Caracas 1 и Progresión Caracas 2) выполненными венесуэльским художником Хесусом Рафаэлем Сото. Он также подарил музею две своих фрески, выполненные в середине 1960-х годов, которые дополнили зарождающуюся коллекцию нового музея из 50 работ, подаренных музею центром Centro Símon Bolívar такими авторами, как Валерио Адами, Микеланджело Пистолетто, Стивеном Бакли (Stephen Buckley), Патриком Колфилдом, Ларри Беллом, Джоном Латамом, Марисолью Эскобар, Джанджакомо Спадари (Giangiacomo  Spadari), Эмилио Тадини, Лусио Дель Пеццо, Эрве Телемаком и другими. В последующие годы, благодаря собственным покупкам и сторонним пожертвованиям, музей смог существенно расширить свою коллекцию современного искусства.

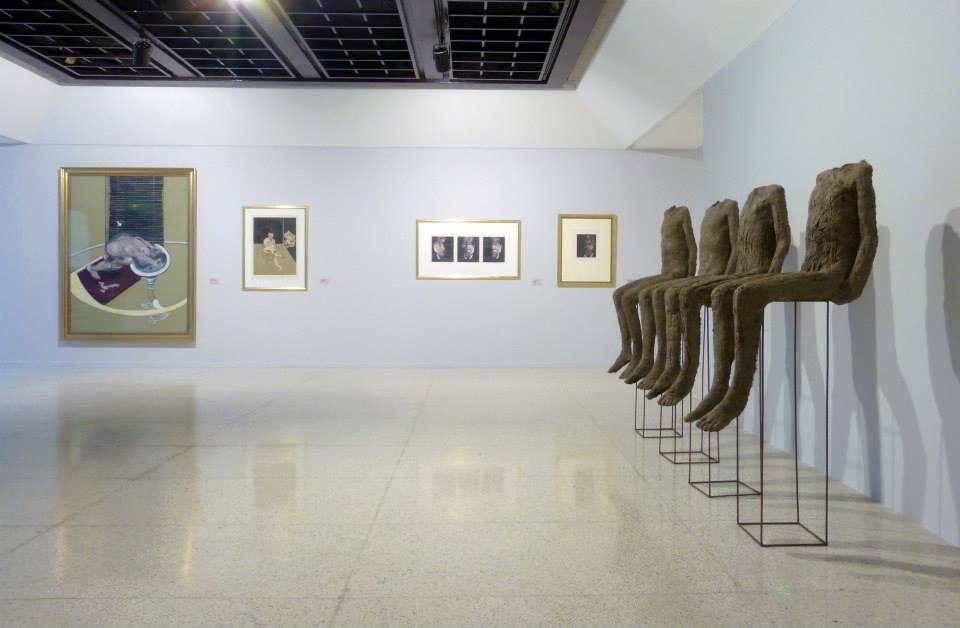
Один из залов

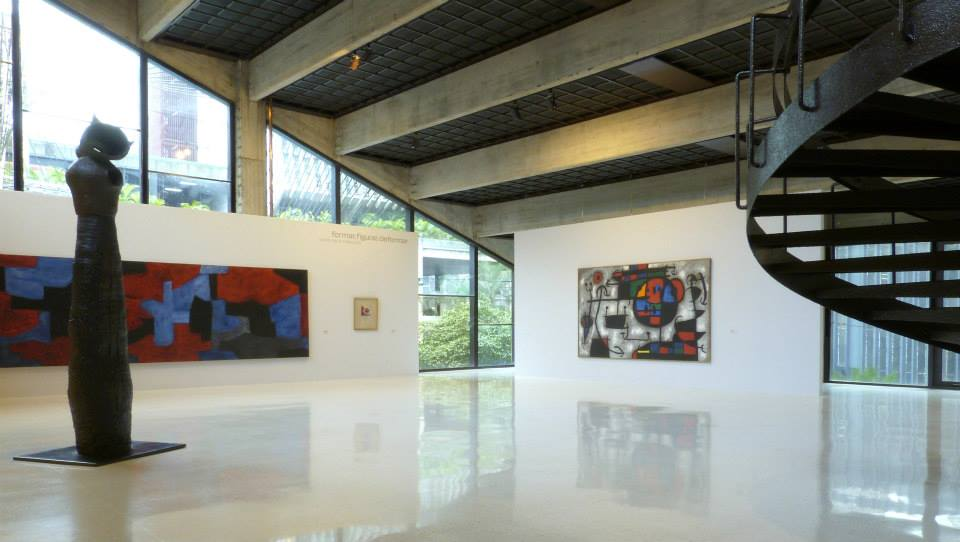
Один из залов

Достаточно быстро музей зарекомендовал себя как достопримечательность города и оказал влияние на художественную среду в столице Венесуэлы. В нём была организована образовательная программа, ориентированная на художественную подготовку молодежи и взрослых, отдел специального образования для слабовидящих и мультимедийный центр. Это был также первый венесуэльский музей, предложивший специализированное библиотечное обслуживание в области искусства. Выставки предлагаемые музеем, вызвали общественный интерес, что позволило ему привлечь большое количество посетителей (30 миллионов за 30 лет). Также проведённые выставки послужили основой для обширной редакционной публикации учреждения, насчитывающей более 500 каталогов. В 1990 году губернатор столичного округ Венесуэлы Вирджилио Авила Вивас (Virgilio Ávila Vivas) решил воздать должное директору музея, изменив название учреждения на Музей современного искусства Софии Имбер (Museo de Arte Contemporáneo de Caracas Sofía Ímber).
В начале XXI века музей претерпел глубокие изменения в своей структуре из-за ряда противоречий, связанных с его управлением. После избрания Уго Чавеса президентом страны правительство Венесуэлы начало программу реструктуризации государственного культурного управления. После того как директор музея София Имбер подписала открытое письмо с критикой политики президента страны Уго Чавеса в 2001 году она была уволена с поста директора, её имя было удалено из названия музея и сбито с фасада главного входа в музей. Указом, изданным 15 января 2001 года и объявленным президентом по национальной телевизионной сети, правительство уволило директоров тринадцати объектов национальной культуры. Софию Имбер сменила Рита Сальвестрини (Rita Salvestrini).
Здание музея имеет около 21 000 м² площади на пяти этажах. Выставочная площадка имеет тринадцать залов, восемь из которых предназначены для временных выставок, один — мультимедийный (посвящен цифровому искусству и видео-искусству), остальные служат для постоянной коллекции (один с подборкой великих мастеров коллекции, а другой - сьютом). Воллар от Пабло Пикассо). Имеется зрительный зал вместимостью на 175 человек, художественные студии, библиотеки, лаборатории по сохранению и восстановлению предметов искусства, а также административные и служебные помещения. В музее есть сад скульптур, в котором на постоянной основе представлены работы Жоана Миро, Лучо Фонтаны и Гектора Фуэнмайора (Héctor Fuenmayor).
Постановлением № 115 от 14 мая 2018 года генеральным директором музея был назначен венесуэльский художник Эдгар Альварез Эстрада (Edgar Álvarez Estrada).

### Директоры
| - 1973-2001 годы — София Имбер - 2001-2003 годы — Rita Salvestrini - 2003-2004 годы — Carmen Hernández - 2004-2005 годы — Vivian Rivas - 2005-2007 годы — Luis Ángel Duque - 2007-2008 годы — María Luz Cárdenas | - 2008-2009 годы — Edgar Cruz - 2010-2011 годы — Luis Ángel Duque - 2011-2013 годы — Jacqueline Rousset - 2013-2017 годы — Daniel Briceño - 2017-2018 годы — Clemente Martinez - с 2018 года — Edgar Álvarez Estrada |

## Коллекция
Художественный фонд Музея современного искусства в Каракасе насчитывает более 3000 работ известных художников.
Бо́льшая часть коллекции охватывает западное художественное искусство XX века: картины, скульптуры, гобелены, рисунки, гравюры, фотографии, инсталляции видеоарт и другие виды. Она считается одной из самых значимых в Латинской Америке.
Коллекция включает в себя небольшое количество работ импрессионистов и постимпрессионистов — Клод Моне, Морис Утрилло и Огюст Эрбен, а также скульпторов — Огюст Роден и Аристид Майоль. В музее много произведений современного искусства, где представлены основные работы Пабло Пикассо, Жоана Миро и Марка Шагала.
Фовизм представлен Морисом де Вламинком и Анри Матиссом; экспрессионизм — Эмилем Нольде; кубизм и футуризм — Жоржем Браком, Фернаном Леже, Лораном Анри, Александром Архипенко; неофигуративное искусство — Василием Кандинским, Джозефом Альберсом, Эдгаром Негретом, Кеннетом Армитиджем, Генри Муром, Линном Чедвиком; сюрреализм и дадаизм — Максом Эрнстом, Марселем Дюшаном, Жаном Арпом, Люсьеном Фрейдом; ташизм — Сержем Поляковым, Пьером Алешинским, Жаном Дюбюффе; поп-арт — Робертом Раушенбергом, Ричардом Линднером, Джорджем Сигалом; а также художниками прочих направлений и стилей — Альберто Маньелли, Виктор Вазарели, Николя Шеффер, Фрэнсис Бэкон, Фернандо Ботеро, Лучо Фонтана, Эдвард Кинхольц и другие.
Большое количество музейных работ представляют ряд современных венесуэльских авторов, таких как Хесус Рафаэль Сото, Корнелис Цитман, Мануэль Кинтана Кастильо, Освальдо Вигас, Милтон Бесерра, Гарри Абенд, Мигель фон Дангель, Педро Леон Запата, а также других.

Некоторые работы
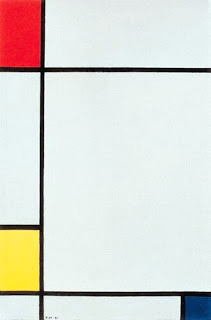
Пита Мондриана
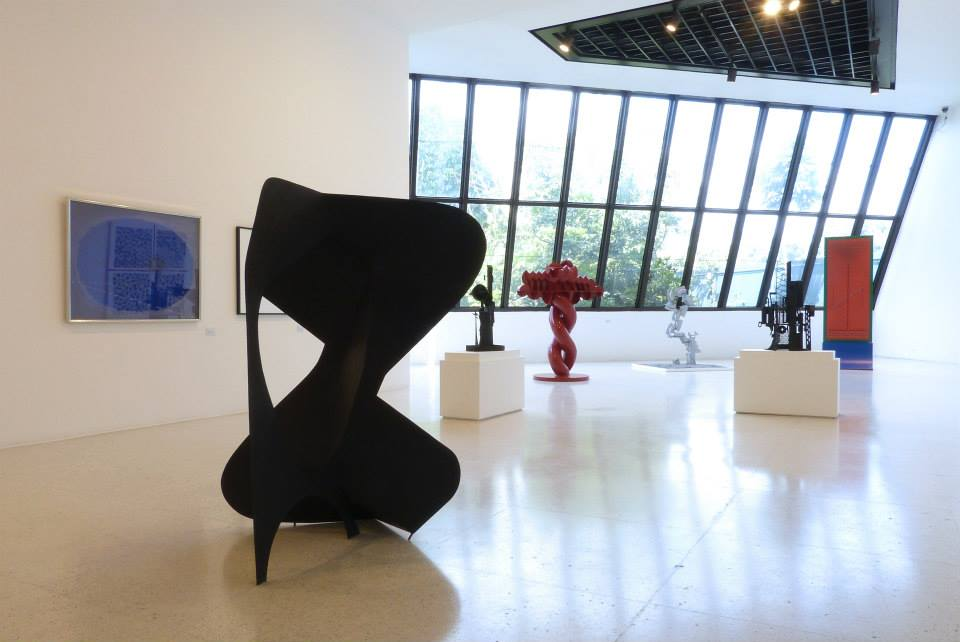
Виктора Валера[исп.]
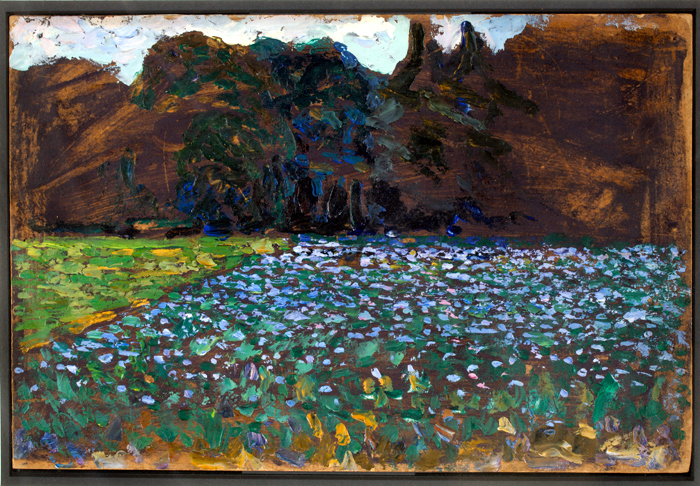
Василия Кандинского
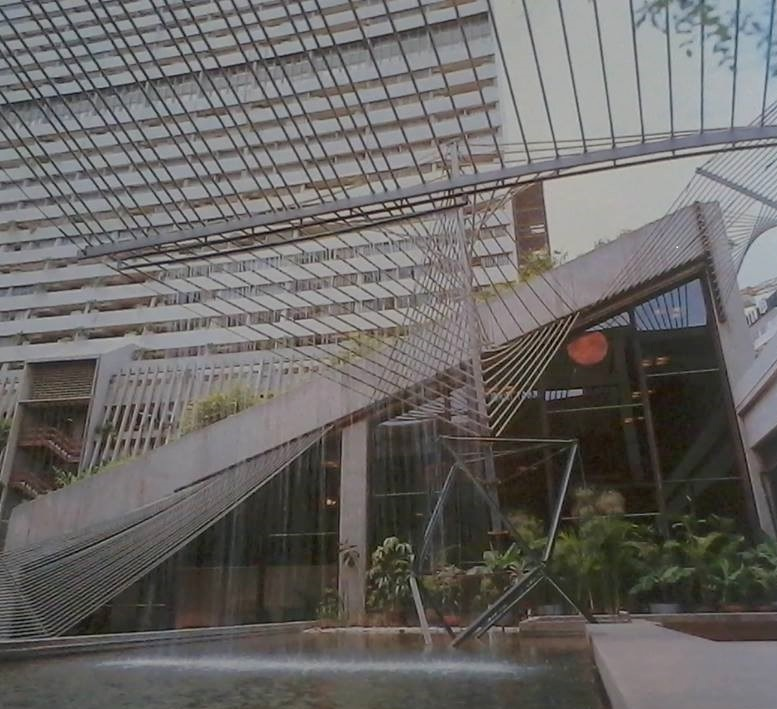
Гертруды Гольдшмидт